# نيل كارتر (لاعب كريكت)
نيل كارتر (29 يناير 1975 بكيب تاون في جنوب أفريقيا - ) (بالإنجليزية: Neil Carter)‏ هو لاعب كريكت جنوب أفريقي. شارك مع منتخب اسكتلندا الوطني للكريكت. أما مع النوادي، فقد لعب مع نادي وارويكشاير للكريكيت ‏.

## وصلات خارجية
- نيل كارتر على موقع إي آس بي آن كريك إنفو (الإنجليزية)